# Pedro Gual (gemeente)
Pedro Gual is een gemeente in de Venezolaanse staat Miranda. De gemeente telt 25.000 inwoners. De hoofdplaats is Cúpira.